# Мачта (корабоплаване)
 Тази статия е за термина в корабоплаването.  За други значения вижте Мачта (пояснение).  
Мачта (от руски: мачта, заето от холандски: mast) се нарича голям пилон, в миналото дървен, а сега предимно метален, монтиран в средата на плавателен съд.
Някога е била предназначена за окачване на ветрила. На съвременните моторни кораби вече няма ветрила, но все още има мачти, поради необходимостта от задължителни навигационни светлини на определена височина над палубата. При повечето кораби мачтите се използват и за други цели – монтаж на антени и друга комуникационна и навигационна апаратура, окачване на сигнали, монтаж на съоръжения за товарене и разтоварване. Долният край на мачтата се нарича пета или основа, а горният – топ.

## Видове
В зависимост от предназначението си биват:
- радарна мачта — ако служи за монтиране на корабните радарни антени

- товарна мачта (или полумачта) — когато има монтирана товарна бига на нея[2]. Товарни биги почти не се срещат при съвременните кораби.
- вентилационна — в този случай, мачтата представлява тръба (комин) служеща за отвеждане на газове от товарни отсеци (предимно на танкери).

## Ветроходи
На ветроходите мачтите служат за окачване на ветрилата. Мачтата се държи изправена благодарение на щаговете и вантите. Без тях мачтата би трябвало да бъде много по-дебела и тежка, за да издържа на натоварванията, които ветрилата упражняват върху нея. В наши дни се експериментира с мачти от съвременни материали без щагове, но предимствата на този подход са по-малко от недостатъците.
При класическия тримачтов кораб носовата мачта се нарича „фокмачта“, средната, най-голямата мачта се нарича „гротмачта“, а тази, намираща се на кърмата – бизанмачта. През XVI век главно на италианските и английските галеони има и 4-та мачта, разположена близо до бизанмачтата, наричана „бонавентура“.